# Halichoeres
Halichoeres là một chi cá biển thuộc họ Cá bàng chài. Đây cũng là chi có số lượng thành viên đông nhất của họ Cá bàng chài tính đến thời điểm hiện tại. Các loài trong chi này được phân bố trải rộng trên khắp các vùng biển thuộc Ấn Độ Dương, Thái Bình Dương và Đại Tây Dương.

## Từ nguyên
Từ halichoeres được ghép bởi hai âm tiết trong tiếng Hy Lạp cổ đại: hálios (ἅλιος; "biển") và choíros (χοίρος, "loài heo"), hàm ý đề cập đến răng nanh ở hai khóe miệng hướng ra phía trước và thường nhô ra ngoài môi, làm tác giả Eduard Rüppell liên tưởng đến răng nanh của heo rừng.

## Hình thái học
Cũng như những chi khác trong họ Cá bàng chài, Halichoeres hầu hết là những loài lưỡng tính tiền nữ (cá đực trưởng thành đều phải trải qua giai đoạn là cá cái). Cá con cũng mang kiểu hình khác biệt so với cá cái.

## Sinh thái học
Do tác động của hiện tượng El Niño và dao động phương Nam nên các loài sinh vật ở Đông Thái Bình Dương phải sống trong môi trường nước quá ấm và nghèo dinh dưỡng. Một số loài Halichoeres sống ở khu vực này đã được xếp vào nhóm loài Bị đe dọa theo Sách đỏ IUCN, bao gồm 5 loài H. adustus, H. discolor, H. insularis, H. malpelo và H. salmofasciatus.
Theo nghiên cứu của Rocha và các cộng sự (2015), loài H. socialis chiếm gần một nửa khẩu phần ăn của cá mao tiên, một loài xâm lấn ở vùng Caribe. H. socialis cũng nằm trong nhóm loài Bị đe dọa do môi trường sống của chúng đang bị phá hủy.
Thức ăn của Halichoeres chủ yếu là các loài thủy sinh không xương sống.

## Các loài

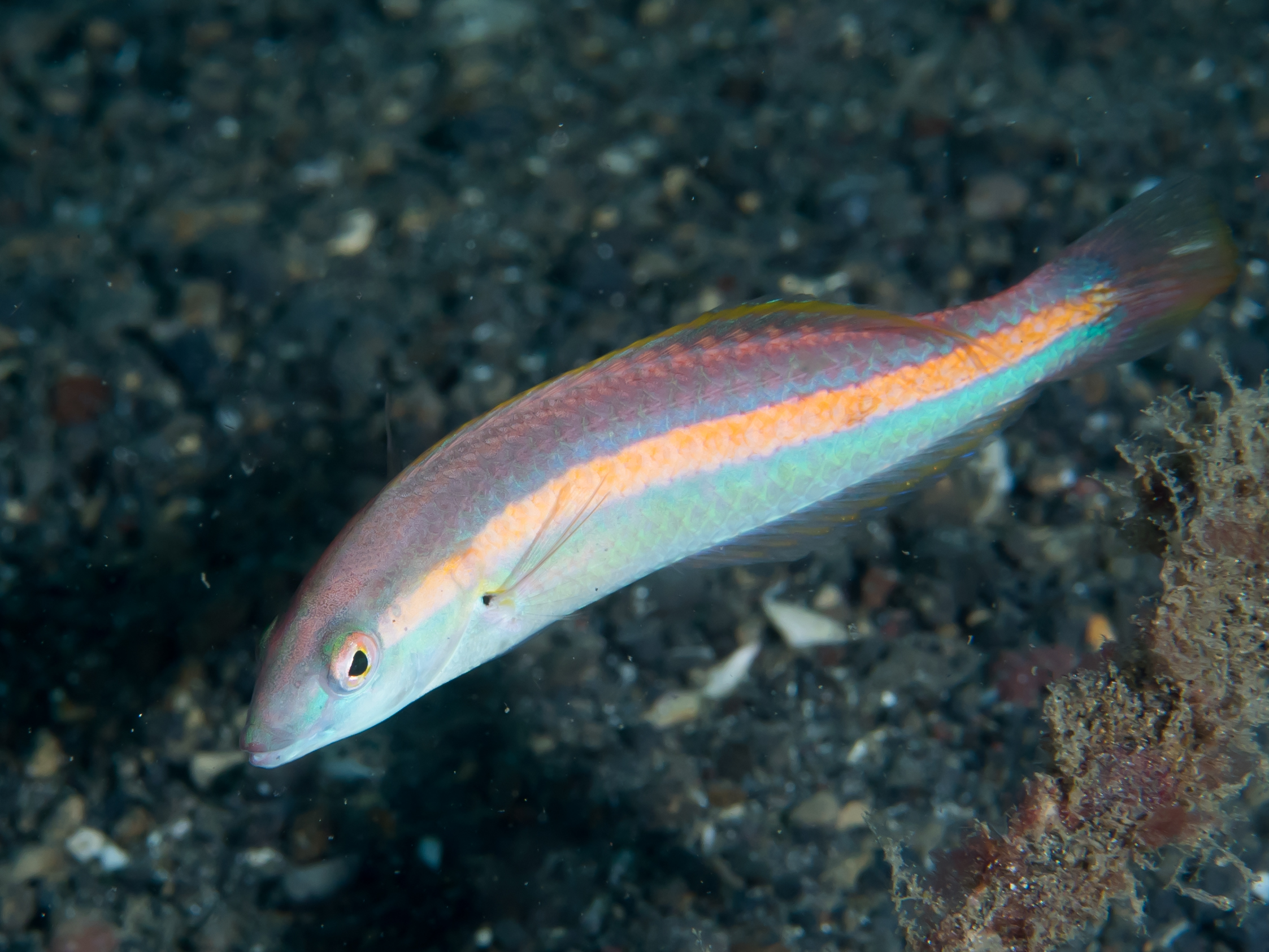
H. hartzfeldii

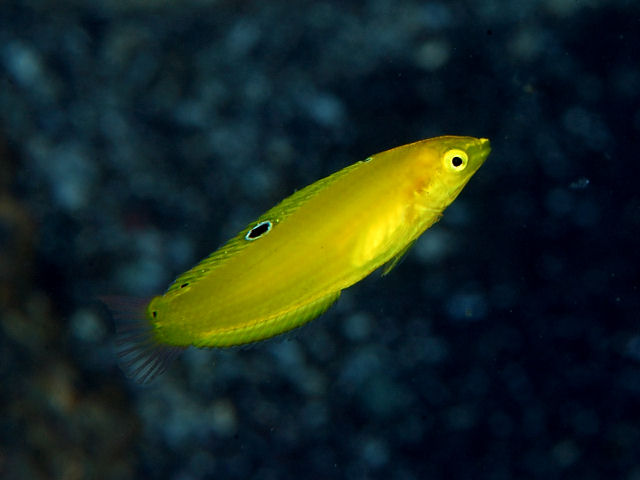
H. chrysus

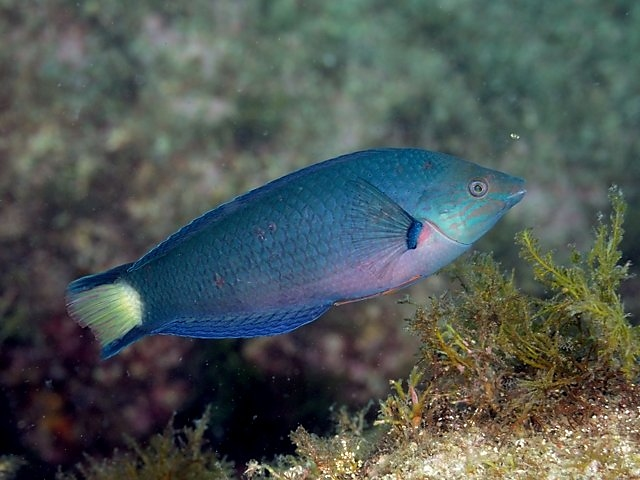
H. melanochir

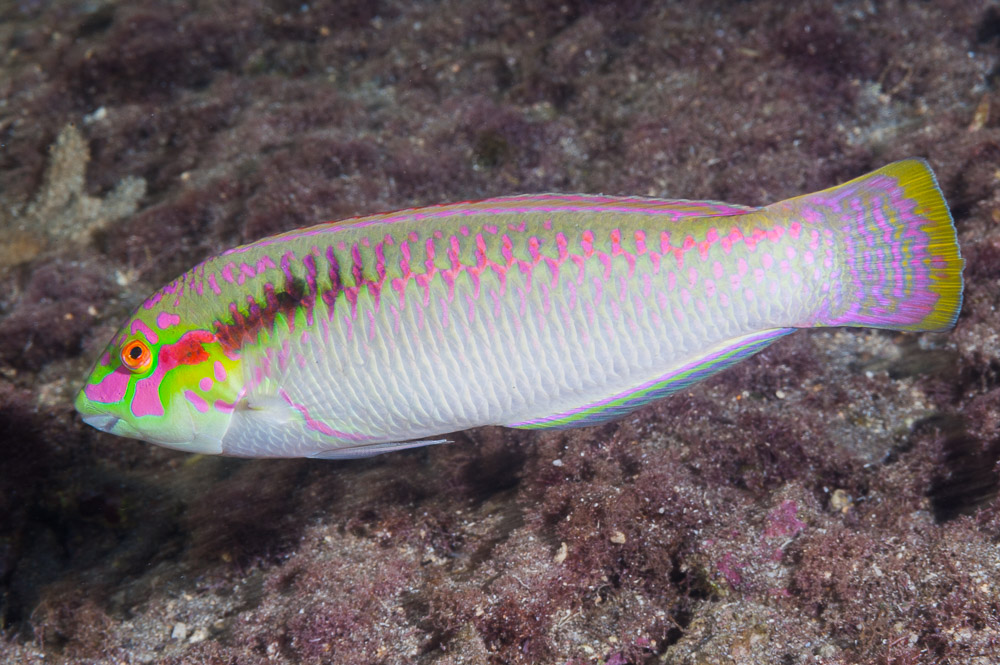
H. scapularis

Có tất cả 81 loài được công nhận là hợp lệ trong chi này, bao gồm:
- Halichoeres adustus (Gilbert, 1890)
- Halichoeres aestuaricola Bussing, 1972
- Halichoeres argus (Bloch & Schneider, 1801)
- Halichoeres bathyphilus (Beebe & Tee-Van, 1932)
- Halichoeres bicolor (Bloch & Schneider, 1801)
- Halichoeres binotopsis (Bleeker, 1849)
- Halichoeres biocellatus Schultz, 1960
- Halichoeres bivittatus (Bloch, 1791)
- Halichoeres bleekeri (Steindachner & Döderlein, 1887)[4]
- Halichoeres brasiliensis (Bloch, 1791)[5]
- Halichoeres brownfieldi (Whitley, 1945)
- Halichoeres burekae Weaver & Rocha, 2007[6]
- Halichoeres caudalis (Poey, 1860)
- Halichoeres chierchiae Caporiacco, 1948
- Halichoeres chlorocephalus Kuiter & Randall, 1995
- Halichoeres chloropterus (Bloch, 1791)
- Halichoeres chrysotaenia (Bleeker, 1853)
- Halichoeres chrysus Randall, 1981
- Halichoeres claudia Randall & Rocha, 2009[7]
- Halichoeres cosmetus Randall & Smith, 1982
- Halichoeres cyanocephalus (Bloch, 1791)
- Halichoeres dimidiatus (Louis, 1831)[8]
- Halichoeres discolor Bussing, 1983
- Halichoeres dispilus (Günther, 1864)
- Halichoeres erdmanni Randall & Allen, 2010[9]
- Halichoeres garnoti (Valenciennes, 1839)
- Halichoeres gurrobyi Victor, 2016[10]
- Halichoeres hartzfeldii (Bleeker, 1852)
- Halichoeres hilomeni Randall & Allen, 2010[9]
- Halichoeres hortulanus (Lacépède, 1801)
- Halichoeres insularis Allen & Robertson, 1992
- Halichoeres iridis Randall & Smith, 1982
- Halichoeres kallochroma (Bleeker, 1853)
- Halichoeres kneri (Bleeker, 1862)
- Halichoeres lapillus Smith, 1947
- Halichoeres leptotaenia Randall & Earle, 1994
- Halichoeres leucoxanthus Randall & Smith, 1982
- Halichoeres leucurus (Walbaum, 1792)
- Halichoeres maculipinna (Müller & Troschel, 1848)
- Halichoeres malpelo Allen & Robertson, 1992
- Halichoeres margaritaceus (Valenciennes, 1839)
- Halichoeres marginatus Rüppell, 1835
- Halichoeres melanochir Fowler & Bean, 1928
- Halichoeres melanotis (Gilbert, 1890)
- Halichoeres melanurus (Bleeker, 1851)
- Halichoeres melas Randall & Earle, 1994
- Halichoeres melasmapomus Randall, 1981
- Halichoeres miniatus (Valenciennes, 1839)
- Halichoeres nebulosus (Valenciennes, 1839)
- Halichoeres nicholsi (Jordan & Gilbert, 1882)
- Halichoeres nigrescens (Bloch & Schneider, 1801)
- Halichoeres notospilus (Günther, 1864)
- Halichoeres orientalis Randall, 1999[11]
- Halichoeres ornatissimus (Garrett, 1863)[7]
- Halichoeres pallidus Kuiter & Randall, 1995
- Halichoeres papilionaceus (Valenciennes, 1839)
- Halichoeres pardaleocephalus (Bleeker, 1849)
- Halichoeres pelicieri Randall & Smith, 1982
- Halichoeres penrosei Starks, 1913[8]
- Halichoeres pictus (Poey, 1860)
- Halichoeres podostigma (Bleeker, 1854)
- Halichoeres poeyi (Steindachner, 1867)
- Halichoeres prosopeion (Bleeker, 1853)
- Halichoeres radiatus (Linnaeus, 1758)
- Halichoeres richmondi Fowler & Bean, 1928
- Halichoeres rubricephalus Kuiter & Randall, 1995
- Halichoeres rubrovirens Rocha, Pinheiro & Gasparini, 2010[12]
- Halichoeres salmofasciatus Allen & Robertson, 2002[13]
- Halichoeres sazimai Luiz, Ferreira & Rocha, 2009[14]
- Halichoeres scapularis (Bennett, 1832)
- Halichoeres semicinctus (Ayres, 1859)
- Halichoeres signifer Randall & Earle, 1994
- Halichoeres socialis Randall & Lobel, 2003[15]
- Halichoeres solorensis (Bleeker, 1853)
- Halichoeres stigmaticus Randall & Smith, 1982
- Halichoeres tenuispinis (Günther, 1862)
- Halichoeres timorensis (Bleeker, 1852)
- Halichoeres trimaculatus (Quoy & Gaimard, 1834)
- Halichoeres trispilus Randall & Smith, 1982
- Halichoeres zeylonicus (Bennett, 1833)
- Halichoeres zulu Randall & King, 2010[16]